# Swietłana Białłozór
Swietłana Białłozór (ur. 28 czerwca 1932 w Wilnie, zm. 2 czerwca 2024 w Gdańsku) – polska chemiczka, profesor, specjalizująca się w chemii fizycznej i elektrochemii.

## Działalność naukowa i zawodowa
Maturę zdała w 1951 roku w Gorzowie. Ukończyła studia magisterskie na Politechnice Gdańskiej uzyskując dyplom magistra inżyniera w dniu 14 czerwca 1956 roku, stopień doktora nauk chemicznych uzyskała 27 maja 1963 roku. Promotorem jej rozprawy doktorskiej był prof. Tadeusz Pompowski. Stopień naukowy doktora habilitowanego uzyskała 22 marca 1975 roku, a tytuł profesora 21 listopada 1996 roku. Zawodowo była związana z Wydziałem Chemicznym Politechniki Gdańskiej w latach 1956–2002. W 2014 roku nadano jej tytuł Profesor Emeritus PG.
Wypromowała 5 doktorów. Wśród nich znaleźli się E. Skonecki, Anna Lisowska-Oleksiak (obecnie prof. dr hab.), Marek Lieder (obecnie dr hab. inż.), Tamara Zalewska (obecnie dr hab. inż.) i Aleksandra Kupniewska (obecnie dr inż.).
Zmarła 2 czerwca 2024 r. Została pochowana na cmentarzu Srebrzysko w Gdańsku.

## Przebieg pracy zawodowej[5]
1956−58 p.o. asystenta, następnie asystent w Kat. Mineralogii i Petrografii;
1958−73 asystent, st. asystent, adiunkt Kat. / Zakł. Chemii Fizycznej;
1973−74 chemik NT w Zakładzie Chemii Fizycznej;
1974−74 adiunkt NB w Zakładzie Chemii Fizycznej;
1980 stanowisko docenta NB w Zakładzie Technologii Zabezpieczeń Przeciwkorozyjnych w IChiTN
1983 docent ND w Zakładzie Chemii Ogólnej tegoż Instytutu;
1995 przeniesiona z Katedry Chemii Ogólnej do Katedry Technologii Zabezpieczeń Przeciwkorozyjnych;
1998 przeniesiona do Katedry Technologii Chemicznej;
stanowisko docenta etatowego 1980;
stanowisko profesora PG: 1991−96;
w 2002 roku przeszła na emeryturę.

### Ważniejsze funkcje
Kierownik Studium Podyplomowego Chemii Technicznej dla Nauczycieli.

## Odznaczenia
- Złoty Krzyż Zasługi
- Krzyż Kawalerski Orderu Odrodzenia Polski[6]

## Wybrane publikacje
- A. Lisowska-Oleksiak, S. Białłozór, M. Lieder. A xylene electrolyte modified by trimethylchlorosilane for electrodeposition of aluminium. „J. App. Electrochem.”. 22 (3), s. 235–239, 1992. DOI: 10.1007/BF01030183.
- S. Biallozor, V. Mazim, M. Lieder. The electrodeposition of aluminium from xylene and ether-hydride electrolytes. „J. App. Electrochem.”. 23 (3), s. 253–256, 1993. DOI: 10.1007/BF00241917.
- S. Biallozor, M. Lieder. Study on electrochemical formation of Al-Li alloys in γ-butyrolactone electrolytes. „J. Electrochem. Soc.”. 140 (9), s. 2537–2540, 1993. DOI: 10.1149/1.2220857.
- J. Mindowicz, S. Białłozor, Passivation du plomb et de ses alliages avec l’argent dans les solutions aqueuses de NaCl, „Electrochimica Acta”, 9 (8), s. 1129–1137, DOI: 10.1016/0013-4686(64)80081-5.